# جوزيف-أوكتاف فيلنوف
جوزيف-أوكتاف فيلنوف هو شخصية أعمال وسياسي كندي، ولد في 4 مارس 1836 في سانت آن دي بلين في كندا، وتوفي في 27 يونيو 1901 في مونتريال في كندا. نشط حزبياً في حزب كندا المحافظ. وقد انتخب عضو الجمعية الوطنية في كيبك ‏ وانتخب عضو مجلس الشيوخ الكندي ‏ وانتخب عمدة مونتريال ‏ (1894 – 1896).